# Tove Kyhn
Tove Kyhn (født 1954) er tidligere en dansk atlet. Hun var medlem af Hvidovre IF.

## Danske mesterskaber
- Bronze 1973 200 meter 25,1
- Sølv 1972 200 meter 25,0
- Bronze 1971 200 meter 24,7